# Ayang Rinpoché
S.E. Choeje Ayang Rinpoché, né en 1939. Une délégation d’éminents lamas, parmi lesquels Ayang Drubchen Tenpal Nyingpo, Melong Drubchen, Traleg Kyabgon, Chabdra Rinpoche (tutor de S.S. le Drikung Kyabgon), Yongzin Jabra Rinpoche et S.E. le XVI Gyalwa Karmapa, le reconnaît comme la réincarnation de sagesse du Terton Rigzin Choegyal Dorje, un lama de la lignée Drikung Kagyu.

## Biographie
Il commence son éducation au Drikung Thil Changchub Ling, principal monastère de la lignée Drikung, et poursuit ses études à l’université philosophique Drikung, Nyinma Chang Ra. Après avoir achevé ses études et reçu de nombreux enseignements, il part en pèlerinage au Tibet sur plusieurs des lieux sacrés de Gourou Rinpoché.
Rinpoché accomplit une longue retraite à Phunlung, lieu où Gourou Rinpoché pratiqua  Phowa; à la fin de celle-ci, il exécute une puja d’offrandes, assisté par de nombreux membres de la tribu des Nagas venus avec des offrandes et qui firent des circumambulations autour de son lieu de retraite en récitant des mantras de Gourou Rinpoché. Rinpoché sentit, alors, que c'était un signe et qu’à l’avenir il enseignerait Phowa dans les pays étrangers.
Rinpoché détient tant le Phowa Nyingma que le Drikung et a approfondi ces pratiques. Il est grandement considéré comme le spécialiste du Phowa à travers le monde. 
Dans les enseignements du Phowa, l’école Drikung occupe une place toute particulière. Rinpoché maintient à l’époque actuelle la voie ininterrompue des lamas détenteurs du Phowa Drikung depuis le Suprême Dorje Chang. 
Rinpoché a reçu de nombreux enseignements, y compris l’initiation de Kalachakra de S.S. le Dalai Lama à Lhasa , les initiations et transmissions orales de Chagchen Kundzod Chig She Kundrol et une introduction spéciale du Mahamudra de S.E. le Seizième Gyalwa Karmapa.  De Dilgo Khyentsé Rinpoché, il a reçu le Dam Nag Dzod  qui contient l’essence de toutes les initiations et enseignements de toutes les écoles.
Rinpoché est à l'origine et préside les institutions suivantes :
- Centre de méditation Mandala de Amitabha «Opak Kyilkhor Chöling». Kapan, Népal
- Institut monastique “Thupten Shedrub Jangchub Ling”. Bylakuppe, Inde
- Centre de méditation Amitabha. Bodhgaya, Inde
- Institut monastique “Dechen Choeku Ling”. Mundgod, Inde
- Centre de retraite “Serlung". Kollegal, Inde
- Monastère Ayang. Plateau Tibétain

Actuellement, Rinpoché dirige plusieurs projets en Inde, au Népal et au Tibet et enseigne intensivement à travers le monde. Rinpoché est, également, à l’origine de la "Amitabha Fondation"  et de la “Drikung Charitable Society” qui possèdent des branches en Amérique du Nord, en Asie, en Europe et en Australie.